# Christopher von Uckermann
Christopher  von Uckermann, właśc. Christopher Alexander Luis Casillas von Uckermann (ur. 21 października 1986 w Meksyku) – meksykański aktor, piosenkarz i autor tekstów. W latach 2004–2009 członek jednego z najpopularniejszych zespołów muzycznych Ameryki Łacińskiej, RBD. Znany z roli Diega Bustamante w telenoweli Zbuntowani i Ojca Ramiro Ventury w serialu Netflixa Diablero.

## Życiorys

### Początki
Urodził się w mieście Meksyk jako syn Szwedki Marie Christiny Alexandry von Uckerman Karlsson i Meksykanina Víctora Manuela Casillasa Ariasa. W wieku dwóch lat zadebiutował w reklamie telewizyjnej. Ogółem, stał się twarzą 150 kampanii reklamowych w Meksyku i innych krajach. W 1996 roku zdobył nagrodę Águila Dorado (pol. Złotego Orła) dla najlepszego modela Ameryki Łacińskiej.
Ukończył studia aktorskie w Academia de Patricia Reyes Espíndola, a jako dziecko uczęszczał na kursy gry aktorskiej w Centro de Educación Artística de Televisa (CEA).

### 1998–2004: początki kariery telewizyjnej
W 1998 roku po raz pierwszy zagrał w serialu telewizyjnym dla dzieci, Daniela i przyjaciele (oryg. El diario de Daniela), gdzie wcielił się w bohatera o własnym imieniu. W tym czasie używał pseudonimu Christopher Robin. W 2001 roku zagrał jedną z głównych postaci w serialu Aventuras en el tiempo jako Ángel del Huerto. Pracował także jako aktor dubbingowy, użyczając swojego głosu zarówno do projektów w języku hiszpańskim, jak i angielskim.

### 2004–2009: telenowelaZbuntowanii RBD

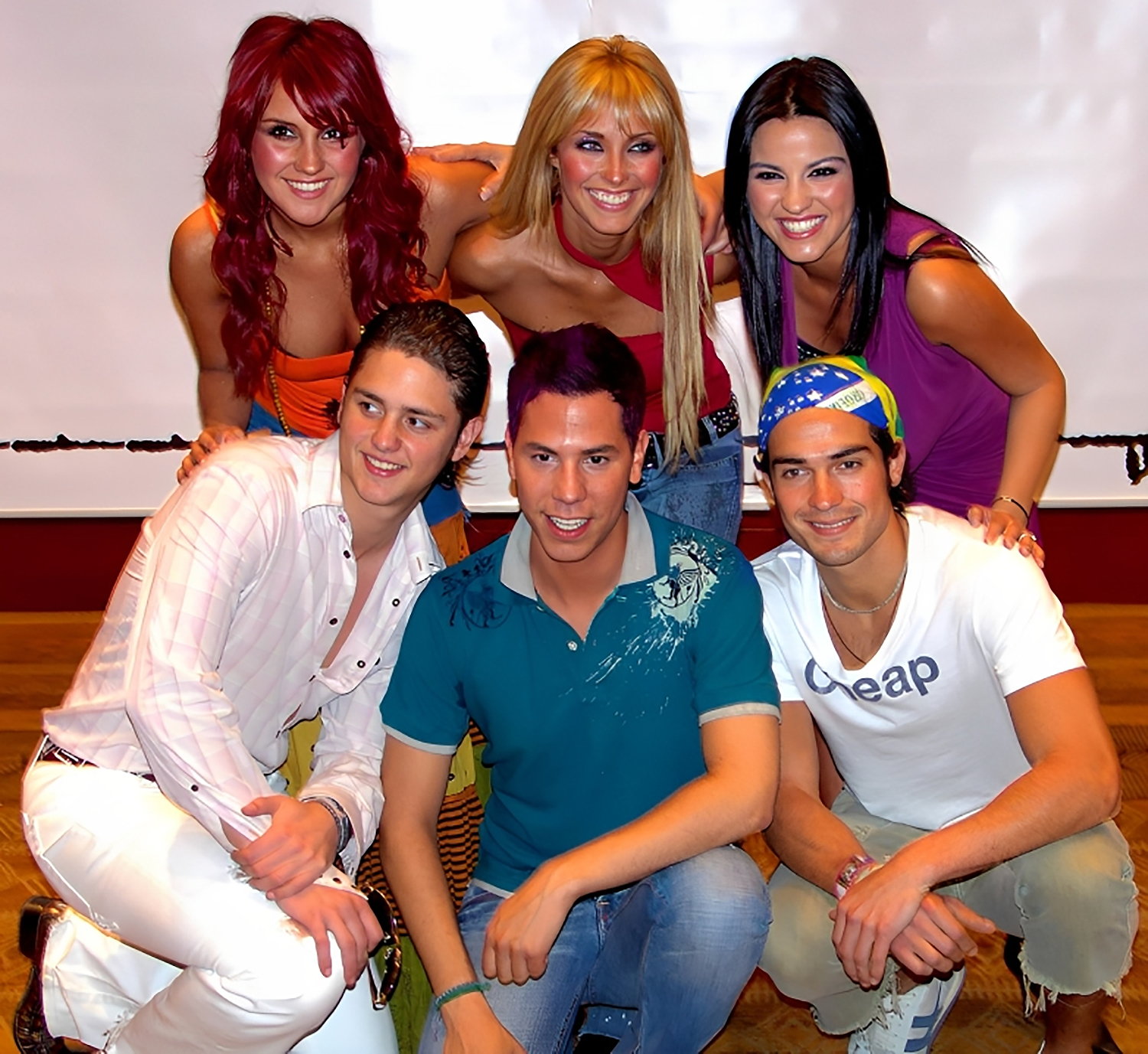
Zespół RBD (2006)

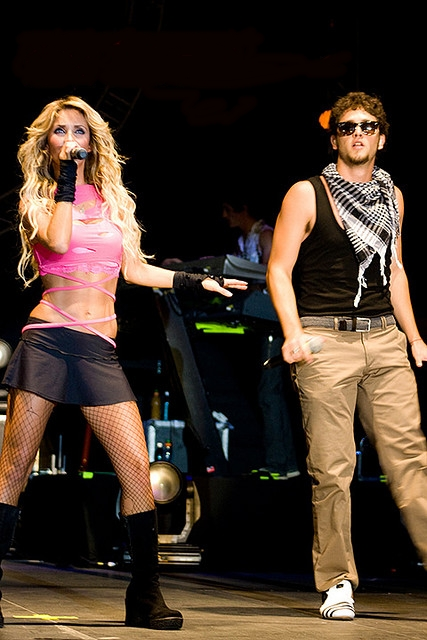
Koncert zespołu RBD w 2008 roku, wraz z Anahí

W latach 2004–2006 grał Diega Bustamante, jednego z głównych bohaterów w młodzieżowej telenoweli Televisy Zbuntowani. Serial był transmitowany w ponad 16 państwach, w tym Polsce, Stanach Zjednoczonych, Rumunii czy Izraelu, i trwał trzy sezony. W fabule telenoweli sześcioro głównych bohaterów gra w zespole o nazwie RBD łącząc pasję do muzyki z perypetiami życia licealnego. To sprawiło, że Christopher tak jak pozostali główni aktorzy zaczęli równolegle do grania w serialu, nagrywać kolejne piosenki. Zespół RBD, stworzony przez reżysera Pedro Damiana, zaczął nagrywać kolejne płyty i koncertować. W składzie zespołu oprócz Uckermanna znaleźli się Anahí, Dulce María, Maite Perroni, Christian Chavez i Alfonso Herrera. Artyści występowali pod własnymi nazwiskami, jednak bywali utożsamiani z bohaterami fikcyjnymi z serialu.
W latach 2004–2009 Uckermann wraz z RBD nagrali sześć albumów studyjnych (Rebelde, Nuestro Amor, Celestial, Rebels, Empezar Desde Cero, Para Olvidarte de Mí) i kilka albumów koncertowych. Śpiewali w języku hiszpańskim, angielskim i portugalskim. Sprzedali ponad 15 milionów płyt, dzięki czemu ich albumy wielokrotnie okrywały się złotem, platyną i diamentem, a także odbyli trzy międzynarodowe trasy koncertowe. Oprócz Meksyku zgromadzili rzesze fanów na całym świecie, szczególnie w Brazylii, Hiszpanii, Kolumbii, Chile, a nawet w Stanach Zjednoczonych i Japonii. Oficjalnie RBD działało od 4 października 2004 roku do 2009 roku. Rozpad grupy członkowie ogłosili 14 sierpnia 2008 roku i zakończyli wspólne występy podczas pożegnalnej trasy Gira Del Adiós, promując ostatni wspólny album. W trakcie funkcjonowania RBD Uckermann współtworzył tekst piosenki „Sueles Volver” (2007) z czwartego albumu Empezar Desde Cero. W 2007 roku członkowie RBD, w tym Uckermann, zagrali w sitcomie RBD: La familia, którego fabułą było fikcyjne życie członków odnoszącego sukcesy zespołu muzycznego.

### 2009–2017: solowa kariera muzyczna
W 2009 roku gościnnie wystąpił w serialu Verano de amor, gdzie główną rolę odgrywała jego była koleżanka z RBD, Dulce Maria. W sierpniu 2009 roku zaczął wcielać się w Lucę w kolumbijskim serialu Kdabra, a następnie postanowił kontynuować solową karierę muzyczną. Jego pierwszym singlem było „Light Up The World Tonight” w języku hiszpańsko-angielskim. Tuż po tym odbył mini trasę koncertową El Movimiento po brazylijskich miastach Recife, São Paulo, Rio de Janeiro i Fortaleza jako zapowiedź swojego pierwszego solowego albumu. W 2010 roku wydał dwa kolejne single „Vivir Soñando” i „Sinfonía”, a w listopadzie tego samego roku swój pierwszy solowy album Somos. W kolejnym roku promował album oraz koncertował w kilku państwach Ameryki Łacińskiej i Stanach Zjednoczonych w ramach trasy Somos World Tour. W 2012 roku Uckermann wydał singiel w języku angielskim zatytułowany „Million Dollar Man”, a następnie specjalną edycję albumu z dodatkowymi utworami. W 2013 roku nie brał udział w życiu publicznym, ale w grudniu wydano jego nową piosenkę „Sueño Surreal”, którą sam określił jako hołd dla swojego idola, Michaela Jacksona.
W 2017 roku Uckermann wydał niezależnie pierwszą kompilację Revolución de los Ciegos, a trzy lata później drugą kompilację o nazwie Sutil Universo.

### 2017–2020: powrót do telewizji i kariera filmowa
Po przerwie w karierze telewizyjnej Uckermann zagrał w serialu FOX 2091 oraz w serialu Netflixa Diablero, gdzie wcielał się w rolę Ojca Ramiro Ventury
W 2017 roku Christopher von Uckermann po raz pierwszy wziął udział również w projektach filmowych. W Casi Una Gran Estafa zagrał Alejandro, zaś w Cómo cortar a tu patán rolę Leo. W kolejnym roku na ekranach kin pojawiła się komedia romantyczna Jak poradzić sobie z rozstaniem (oryg. Soltera Codiciada), gdzie wcielił się w rolę Santiago. Następnie wystąpił w El Hubiera Sí Existe (2019) jako Juan Carlos i In the Country of Last Things (2020) jako Sam.

### 2020: powrót RBD
23 grudnia 2019 roku sześcioro byłych członków RBD opublikowało na swoich profilach w serwisach społecznościowych wspólne zdjęcia ze spotkania. Jak się potem okazało, inicjatorem spotkania po ponad 10 latach od rozpadu zespołu był Alfonso Herrera.
W sierpniu 2020 roku ogłoszono, że twórczość RBD pojawi się w serwisie streamingowym Spotify. Nastąpiło to 3 września 2020 roku, 16 lat od debiutu RBD i już pierwszego dnia, w ciągu dokładnie 24h, playlista „This is RBD” z hitami zespołu została odtworzona 175 tysięcy razy, co pobiło dotychczasowy rekord odtworzeń playlisty z ówcześnie aktualnymi hitami koreańskiego zespołu BTS (125 tys. w 24h). 30 września 2020 roku potwierdzono, że czworo z sześciu dotychczasowych członków RBD, w tym Uckermann, powróci jako RBD w wirtualnym koncercie Ser o Parecer: The Global Virtual. W międzyczasie reaktywowano profil RBD w serwisie YouTube i dodano twórczość zespołu na inne platformy streamingowe. 17 listopada Uckermann, Maite Perroni, Anahí i Christian Chavez wydali pierwszy po 12 latach przerwy singiel RBD o nazwie „Siempre He Estado Aquí” (pol. Zawsze tutaj byłem).
26 grudnia 2020 roku, 12 lat po ostatnim koncercie RBD w pełnym składzie w grudniu 2008 roku, Uckermann, Perroni, Chavez i Anahi wystąpili w prawie dwugodzinnym wirtualnym koncercie, wykonując nowy singiel i największe hity zespołu.

## Filmografia

### Filmy
- 2017: Casi Una Gran Estafa jako Alejandro
- 2017: Cómo cortar a tu patán jako Leo
- 2018: Jak poradzić sobie z rozstaniem (Soltera Codiciada) jako Santiago
- 2019: El Hubiera Sí Existe jako Juan Carlos
- 2020: In the Country of Last Things jako Sam

### Seriale
- 1998: Brygada Acapulco jako chłopiec (odc. Code Name: The Raven – Part 1)
- 1999: Daniela i przyjaciele (El diario de Daniela) jako Christopher Robin (odc. El comienzo de una gran aventura)
- 2000: Amigos X siempre jako Santiago del Valle (odc. 1.18)
- 2001: Aventuras en el tiempo jako Ángel del Huerto
- 2004: Amy, la niña de la mochila azul jako Rolando (odc. 1.15-1.17)
- 2004–2006: Zbuntowani (Rebelde) jako Diego Bustamante Dregh
- 2005: La energía de Sonric'slandia jako Diego Bustamante Dregh (odc.  Viceversa, Calor en la Central)
- 2007: RBD: La familia jako Ucker
- 2009: Verano de amor jako El Zorro[7]
- 2009–2012: Kdabra jako Luca / Guido
- 2016–2017: 2091 jako Inpar
- 2018–2020: Diablero jako ojciec Ramiro Ventura / Ventura

## Dyskografia

### Z RBD
Albumy studyjne
- 2004: Rebelde
- 2005: Nuestro Amor
- 2006: Celestial
- 2006: Rebels
- 2007: Empezar Desde Cero
- 2009: Para Olvidarte de Mí

### Solowo

#### Albumy studyjne
- 2010: Somos

#### Kompilacje
- 2017: La Revolución de los Ciegos[7]
- 2020: Sutil Universo[7]

#### Single
- 2009: „Light Up the World Tonight”
- 2010: „Vivir Sonando”
- 2010: „Sinfonía”
- 2012: „Million Dollar Man”
- 2013: „Sueño Surreal”

## Trasy koncertowe

### Z RBD
- 2005–2006: Tour Generación RBD
- 2007: Tour Celestial
- 2008: Empezar Desde Cero Tour
- 2008: Gira Del Adiós World Tour

### Solowo
- 2009: El Movimiento (Pocket Show)
- 2011: Somos World Tour
- 2019: Sutil Universo